# Myrmarachne tagalica
Myrmarachne tagalica är en spindelart som beskrevs av Banks 1930. Myrmarachne tagalica ingår i släktet Myrmarachne och familjen hoppspindlar. Inga underarter finns listade i Catalogue of Life.